# Pengcheng (ort i Kina)
Pengcheng är en ort i Kina. Den ligger i provinsen Hebei, i den norra delen av landet, omkring 430 kilometer sydväst om huvudstaden Peking.
Runt Pengcheng är det tätbefolkat, med 591 invånare per kvadratkilometer. Närmaste större samhälle är Linshui, 3,2 km öster om Pengcheng. Trakten runt Pengcheng består till största delen av jordbruksmark.
Genomsnittlig årsnederbörd är 641 millimeter. Den regnigaste månaden är juli, med i genomsnitt 220 mm nederbörd, och den torraste är januari, med 5 mm nederbörd.